# Kanibalizm

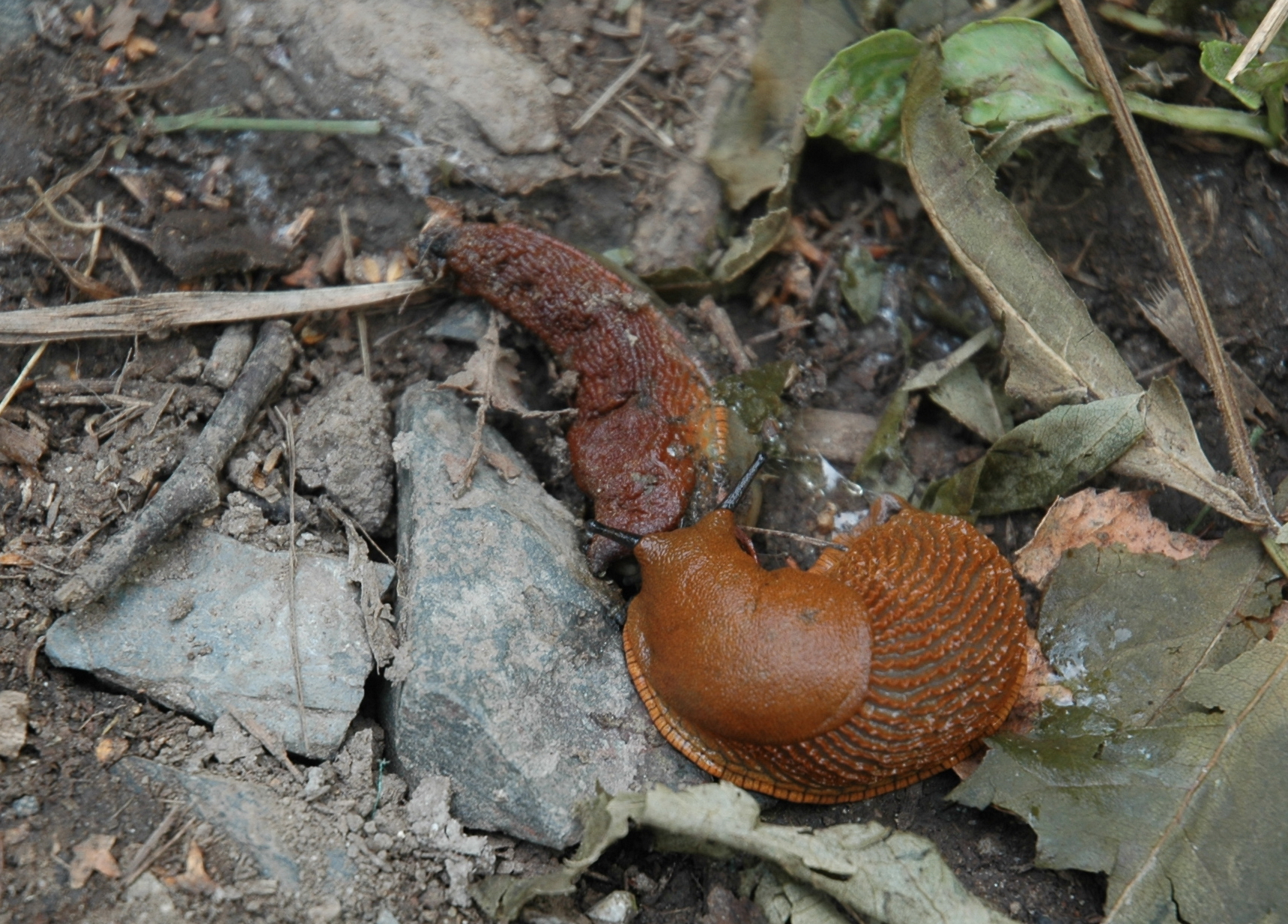
Ślinik luzytański zjadający martwego osobnika tego samego gatunku

Kanibalizm – praktyka zjadania osobników własnego gatunku, dość rozpowszechniona w naturze. Występuje w wielu grupach zwierząt, m.in. u owadów, pajęczaków, ryb, płazów i ptaków, bardzo rzadko u ssaków. Może się nasilić ze względu na zbytnie zagęszczenie populacji lub w następstwie głodu. Do najbardziej znanych zwierząt praktykujących kanibalizm należą modliszki.

## Kanibalizm u ludzi

Kanibalizm w Brazylii, rycina z 1557 roku wg opisu Hansa Stadena

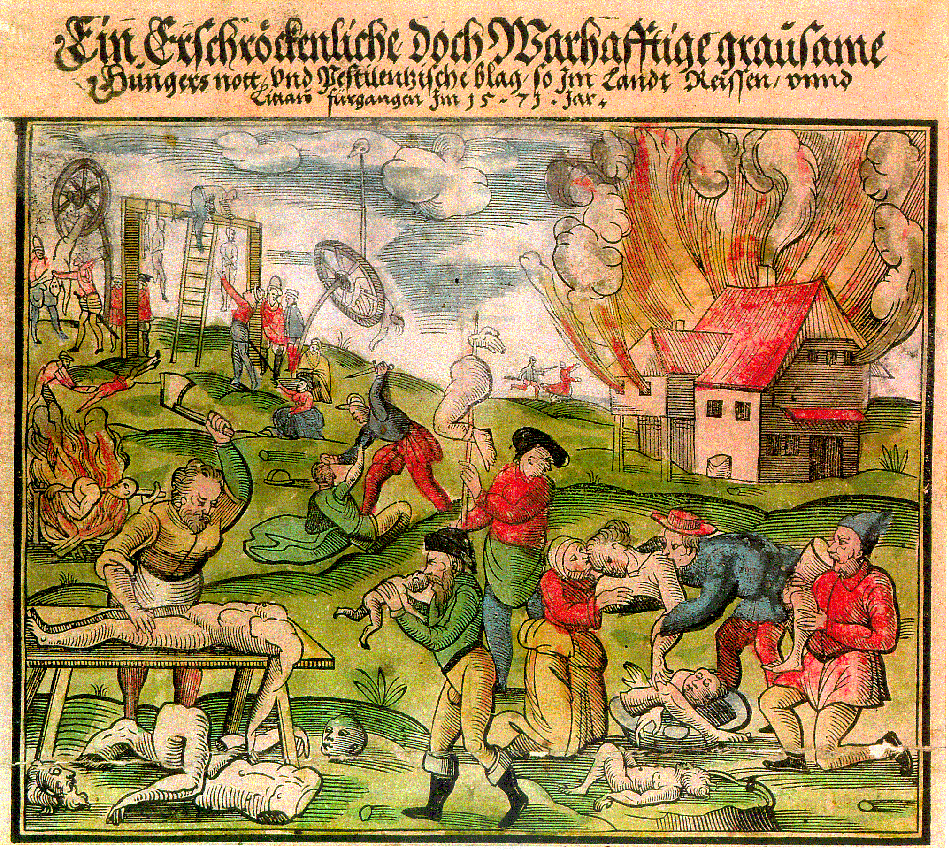
Kanibalizm w Wielkim Księstwie Litewskim i w Rosji w 1571, wywołany morowym powietrzem i spustoszeniami wojny litewsko-rosyjskiej, grafika niemiecka z XVI wieku

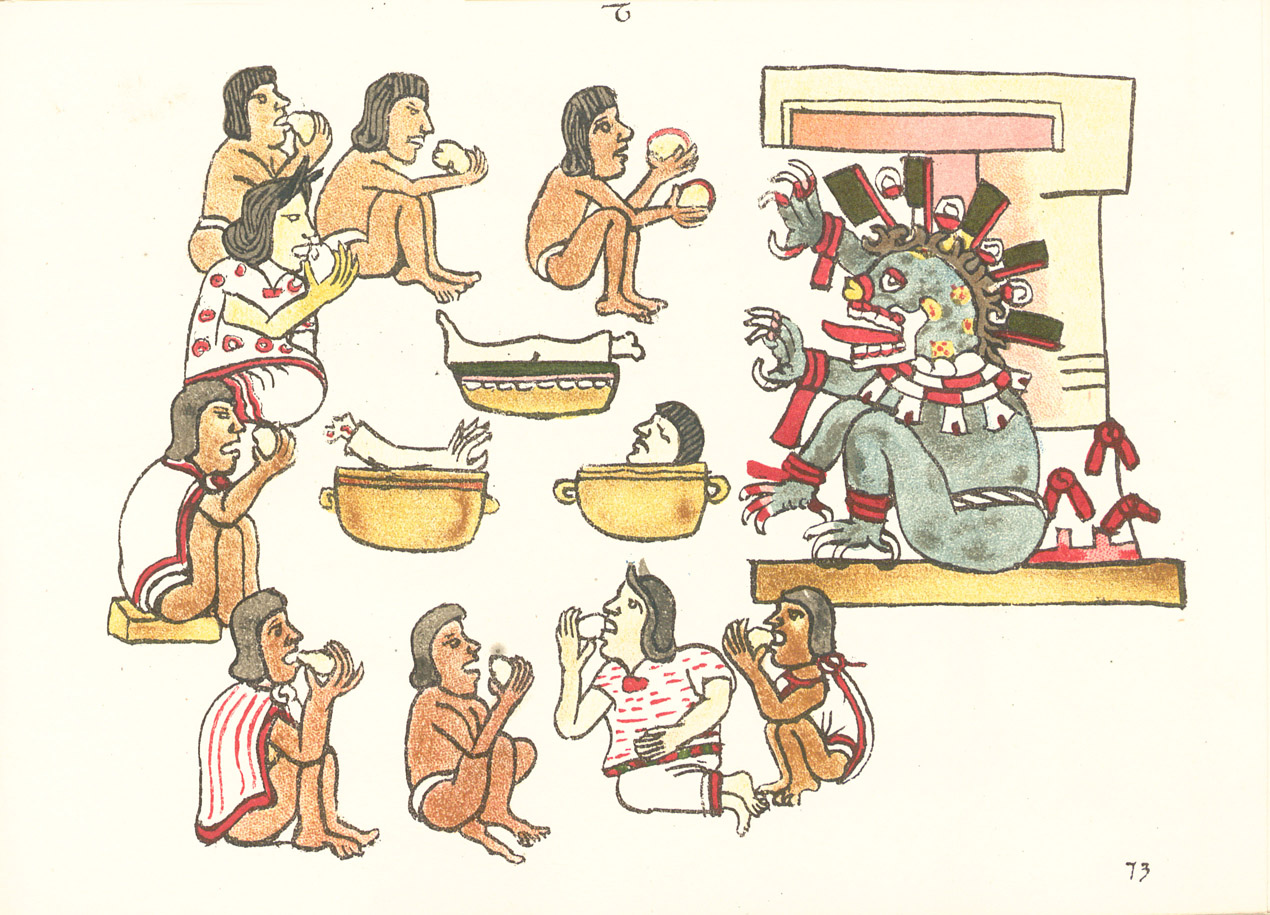
Kanibalizm rytualny u Azteków, Kodeks Magliabecchiano

Zjawisko to spotykane jest także u ludzi – nekrofagia, ludożerstwo, czyli antropofagia (gr. anthropos – człowiek, phagein – pożerać), często ma podłoże religijne.
Znane są także przypadki autokanibalizmu przymuszonego lub dobrowolnego.
Dla człowieka jedzenie ludzkiego mięsa stwarza zagrożenie dla zdrowia - powodują je priony, wirusopodobne białka, wywołujące choroby z grupy zakaźnych encefalopatii gąbczastych. Wśród plemion Nowej Gwinei, zwłaszcza ludu Fore, szalała wywołana przez priony choroba zwana kuru lub „śmiejącą się śmiercią”. Zarażenie następowało przy rytualnym spożyciu ciał zmarłych krewnych. Fore zrezygnowali z kanibalizmu w 1957 r., lecz starsi członkowie ludu wciąż umierają na kuru.

### Z głodu
Józef Flawiusz odnotował przypadek kanibalizmu w trakcie oblężenia Jerozolimy przez Rzymian w 70 roku – pewna matka zabiła swego syna, upiekła ciało i połowę spożyła.
Do aktów kanibalizmu powodowanych głodem miało dojść w czasie oblężenia Ma’arratu w 1098 roku w trakcie I wyprawy krzyżowej.
Wielki głód w Europie w latach 1315–1317 naznaczony był skrajnymi przypadkami kanibalizmu.
W osadzie Jamestown w angielskiej kolonii Wirginia mieszkańcy dopuszczali się kanibalizmu w latach 1609–1610 w tak znanym „Czasie Głodu”.
Grupa Kozaków pod wodzą Wasilija Pojarkowa w trakcie rosyjskiej eksploracji Syberii w latach 1643–1644, spożyła ciała rdzennych Syberyjczyków, których wcześniej zabili.
W trakcie francuskiej inwazji na Rosję w 1812 roku, członkowie Wielkiej Armii mieli dopuszczać się kanibalizmu na skutek głodu spowodowanego srogą rosyjską zimą.
Pasażerowie francuskiego statku „Méduse”, którzy przeżyli jego zatonięcie w 1816 roku, w trakcie trzynastu dni dryfowania na prowizorycznej tratwie praktycznie bez jedzenia, uciekli się z desperacji do kanibalizmu.
Około roku 1820 w Basutolandzie (obecnie Lesotho) zapanował głód, a miejscowe plemiona zaczęły polować na sąsiadów, których ciała następnie zjadano. Od tej pory kanibalizm zaczęto uprawiać tam regularnie. Schwytanym ofiarom łamano nogi, by nie mogły uciec. W ten sposób powstało coś w rodzaju „żywej spiżarni”. Za największy przysmak uchodziły dzieci i kobiety.
Kanibalizmu dopuścili się członkowie zaginionej ekspedycji Franklina z 1845 roku.
Grupa amerykańskich pionierów, zwana Wyprawą Donnera, uciekła się do kanibalizmu w górach Sierra Nevada zimą 1846–1847.
Przypadki kanibalizmu odnotowano w czasie wielkiego głodu w Galicji z lat 1847–1848.
W ZSRR doszło do przypadków kanibalizmu na masową skalę podczas wielkiego głodu na Ukrainie w latach 1932–1933, rozkułaczania oraz przymusowej kolektywizacji.
Podczas II wojny światowej przypadki kanibalizmu odnotowano w getcie warszawskim oraz w oblężonym Leningradzie.
Kampania gospodarcza Wielki skok naprzód przeprowadzona przez Mao Zedonga w latach 1958–1962 w Chińskiej Republice Ludowej doprowadziła do wielu przypadków kanibalizmu. Jasper Becker w książce Głodne duchy. Ukryty głód pod rządami Mao opisuje te wydarzenia. Kanibalizm, jako rezultat wielkiego głodu w Chinach, był tak wstrząsający, że niektórzy podważali prawdziwość tych opowieści. Becker podkreśla jednak, że źródła są liczne i przekonujące. Swoją książkę oparł na własnych wywiadach, cudzych obserwacjach i oficjalnych dokumentach. Przypadki kanibalizmu odnotowano w całym kraju. Chłopi zabijali i zjadali dzieci, własne i cudze. Mięso często sprzedawano.
Współcześnie kanibalizm z głodu zdarza się wśród ocalałych ofiar katastrof, np. lotniczych lub morskich. Jednym z najbardziej znanych takich przypadków jest los ocalałych w katastrofie urugwajskiego samolotu (lot 571) 13 października 1972 w Andach. Katastrofę przeżyło 32 z 45 pasażerów. W obliczu śmierci głodowej ocaleni zdecydowali się na jedzenie ciał zmarłych towarzyszy. Ekspedycja ratunkowa uratowała 16 osób.
Doniesienia o przypadkach kanibalizmu wywołanego głodem napływają także z Korei Północnej.

### Z powodów rytualnych i kulturowych
Istnieją dowody, że kanibalizm wśród hominidów (np. Neandertalczyk) pojawił się na długo przed wykształceniem się gatunku Homo sapiens.
Aztekowie do pewnego stopnia praktykowali kanibalizm, ale nie ma żadnych dowodów potwierdzających, że stanowił on znaczącą część ich diety.
W Renesansie nagminnie spożywano mumie w celach pseudo-leczniczych. Niemal do końca renesansu we Włoszech praktykowane było, jako zwieńczenie zemsty, zjadanie wątroby pokonanego przeciwnika (zwykle symboliczne) oraz, po obcięciu głowy, wytaczanie całej jego krwi. O morderstwa kanibalistyczne była posądzana Elżbieta Batory. Według relacji Jakuba Sobieskiego obecnego w Paryżu podczas egzekucji François Ravaillaca, wielu widzów zbierało fragmenty ciała torturowanego zamachowca w celu konsumpcji. Makabryczną potrawą próbowano również poczęstować polskiego magnata. XVI-wieczny niemiecko-szwajcarski lekarz Paracelsus uważał, że krew nadaje się do picia, a jeden z jego zwolenników zasugerował pobranie krwi z żywego ciała. Czasami biedota, która nie zawsze mogła sobie pozwolić na przetworzone mikstury na bazie krwi sprzedawane w aptekach, mogła skorzystać z dobrodziejstw rytualnej medycyny kanibalistycznej, stojąc przy egzekucjach i płacąc niewielką kwotę za kwartę wciąż ciepłej krwi skazańców. Kat był uważany za wielkiego uzdrowiciela w krajach germańskich, o niemal magicznych mocach. Dla tych, którzy woleli krew gotowaną, przepis franciszkańskiego aptekarza z 1679 roku opisuje, jak zrobić z niej marmoladę. Według historyczki Louise Noble z Uniwersytetu Nowej Anglii, ideę tę jako aforyzm ujmował już Leonardo da Vinci:

Facciàno nostra vita coll'altrui morte. In nella cosa morta riman vita dissensata, la quale ricongiunta alli stomaci de' vivi ripiglia vita sensitiva e 'ntellettiva...
"Czynimy żywot nasz ze śmierci inszych: W rzeczy martwej trwa żywot nieczuły,
który, złączon w żołądkach żywych, na nowo chwyta czucie i rozumienie."

Do 1905 roku ludność wyspy Samosir na jeziorze Toba w Indonezji praktykowała kanibalizm.
Do początku XX w. (a lokalnie nawet do lat 50. XX wieku) kanibalizm nadal był praktykowany u wielu ludów Afryki, Oceanii i wysp Morza Karaibskiego, co wiązało się z wiarą w przechodzenie właściwości zjadanej osoby (np. męstwa) na osobę zjadającą.

### W zbrodni
Kanibalizm występuje w zbrodniach wojennych. Jeden z najbardziej znanych przypadków zdarzył się pod koniec wojny na Pacyfiku na wyspie Chichi-jima (tzw. Incydent na Chichi-jimie), kiedy to japońscy żołnierze dopuścili się zabicia i zjedzenia ciał wziętych do niewoli amerykańskich lotników.
Kanibalizm zdarza się wśród morderców, często seryjnych zabójców, mając niekiedy podłoże seksualne. Do znanych wypadków kanibalizmu o takim podłożu należy przypadek mordercy Armina Meiwesa, niemieckiego informatyka, poszukującego przez Internet młodych mężczyzn w celu zabicia i zjedzenia. Innym głośnym przypadkiem było zamordowanie i zjedzenie człowieka przez Anthony’ego Morleya, zwycięzcę pierwszego konkursu na najpiękniejszego geja w Wielkiej Brytanii.

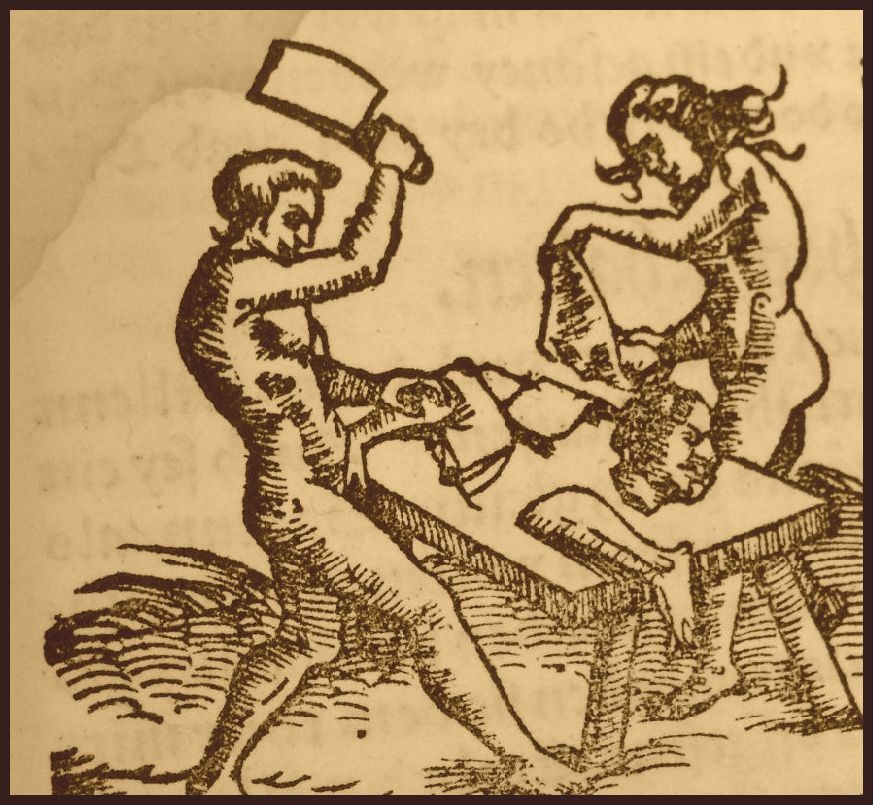
Kanibalizm w czasach pogańskich, rycina w druku Heydenweldt vnd irer Götter anfängcklicher Vrsprung... z 1554 r.

W XVII wieku na ziemiach polskich działał morderca i kanibal Melchior Hedloff. Terroryzował on teren Dolnego Śląska. Po schwytaniu przyznał się do zabicia około 251 osób. Został skazany i stracony 19 stycznia 1654 w Oleśnicy (w wówczas stolicy księstwa oleśnickiego).
We współcześniej Polsce znana jest sprawa rzekomych kanibali spod Choszczna. Pięciu mężczyzn miało się dopuścić zabicia i zjedzenia nieznanego z imienia i nazwiska mężczyzny, po tym jak jeden z nich, Robert M. miał się z nim pokłócić przy lokalu we wsi Łasko. Według śledczych do zbrodni doszło w 2002 roku we wsi Ługi nad jeziorem Osiek, gdzie ów mężczyzna zostać przez sprawców wywieziony. Robert M. polecił zabicie mężczyzny Zbigniewowi B. (który zmarł w 2017 r.). Ten podciął gardło, a następnie uciął mężczyźnie głowę. Po morderstwie i upieczeniu na ognisku kilku części ciała ofiary oraz ich spożyciu (co miało być swoistym paktem milczenia), sprawcy zapakowali resztę szczątków wraz z kamieniem do folii, a następnie wyrzucili z pontonu do jeziora. Do dziś nie naleziono żadnych szczątków ofiary. Robert M. został skazany na 25 lat więzienia w 2024 roku.

## Kanibalizm w kulturze

### Kanibalizm w literaturze
- Wehikuł czasu, Herbert George Wells, 1895
- Głód, Graham Masterton (tyt. oryg. Famine), pol. wyd. Rebis, 2000
- Hannibal, Thomas Harris, pol. wyd. Amber, 1999
- Dziennik znaleziony w błękicie, Marek Susdorf, wyd. Nowy Świat, 2014
- Pyszne ciało, Agnieszka Masłowiecka, wyd. Forma, 2011
- Holly, Stephen King, 2023
- Wiedźmin - Pani Jeziora, Andrzej Sapkowski, 1999

### Kanibalizm w kinematografii
- Wzgórza mają oczy (1977)
- Nadzy i rozszarpani (Cannibal Holocaust, 1980)
- Antropophagus / Ludożerca (1980)
- Cannibal Ferox (1981)
- Antropophagus 2 [a.k.a. Absurd] (1982)
- Kobiety – Piranie (1989)
- Kucharz, złodziej, jego żona i jej kochanek (1989)
- Milczenie owiec (1991)
- Delicatessen (1991)
- Alive, dramat w Andach (1993)
- Drapieżcy (1999)
- Hannibal (2001)
- Droga bez powrotu (2003)
- Hannibal. Po drugiej stronie maski (2006)
- Kanibal z Rotenburga (2006)
- Wzgórza mają oczy (2006)
- Sweeney Todd: Demoniczny golibroda z Fleet Street (2007)
- Nowa Ziemia (2008)
- Droga (2009)
- Księga ocalenia (2010)
- Hannibal (2013)
- The Green Inferno (2013)
- Droga bez powrotu 6: Hotel na uboczu (2014)
- Tokyo Ghoul
- iZombie (2015)
- Mięso (2016)
- Platforma (2019)
- Do ostatniej kości (2022)[27]
- Dahmer – Potwór: Historia Jeffreya Dahmera (2022)